# PEROSH
Die Partnerschaft für europäische Forschung im Arbeitsschutz (PEROSH – Partnership for European Research in Occupational Safety and Health) ist ein freier Zusammenschluss von derzeit vierzehn Forschungsinstituten für Arbeitsschutz aus dreizehn europäischen Staaten. Die Grundlage für die Zusammenarbeit bildet die PEROSH-Satzung.

## Geschichte
Das Konsortium wurde zur Förderung der Forschung zu wichtigen Themen im Arbeitsschutz am 7. November 2003 in Rom gegründet. Um die Zusammenarbeit innerhalb der Gruppe der Forschungsinstitute zu erleichtern, unterzeichneten die Mitglieder am 7. November 2008 in Dublin die überarbeitete und erweiterte PEROSH-Satzung. Deren wichtigste Regelungen besagen, dass jedes Partnerinstitut die Kosten der eigenen PEROSH-Aktivitäten trägt und die Partnerschaft einen eigenen Manager für internationale Angelegenheiten beschäftigt. Von diesem lässt sich PEROSH seit 2009 vertreten.
Die Partnerschaft wurde im Mai 2013 in Paris erneuert und verlängert.
Im Juni 2018 haben sich die Direktoren der Mitgliedsinstitute zum 15. Jahrestags der Gründung in Bonn getroffen und das neue PEROSH-Übereinkommen für den Zeitraum 2018 bis 2022 verabschiedet. Zugleich wurden neue Vorsitzende gewählt, die im Jahr 2019 ihr Amt angetreten haben.

## Mitglieder
- Dänemark (NFA)
- Deutschland (BAuA und IFA)
- Finnland (FIOH)
- Frankreich (INRS)
- Großbritannien (HSE)
- Italien (INAIL)
- Niederlande (TNO)
- Norwegen (STAMI)
- Österreich (AUVA)
- Polen (CIOP-PIB)
- Schweden (SAWEE)
- Schweiz (Unisanté)
- Spanien (INSST)

## Ziele
Die PEROSH-Gruppe möchte die Effektivität und Wirksamkeit der Forschung im Arbeitsschutz auf europäischer Ebene verbessern. Aus diesem Grund führt PEROSH einen intensiven Dialog mit der EU und anderen internationalen und nationalen Arbeitsschutzpartnern.
Gemeinschaftliche Forschungsprojekte dienen dazu, eine enge Kooperation untereinander zu schaffen. Dies schont Ressourcen, vermeidet Doppelarbeit, nutzt Synergien und fördert auch dem gegenseitigen Austausch wissenschaftlichen Personals. Gleichzeitig wollen die Mitglieder, z. T. auch in kleineren Konsortien, EU-Forschungsprojekte durchführen und die Interessen an der Arbeitsschutzforschung gegenüber den europäischen Institutionen bündeln.
PEROSH hat zum Ziel, ein ausgedehntes Netzwerk zu schaffen und bezieht dazu auch europäische Organisationen, Forschungskonsortien, Sozialpartner und staatliche Stellen in seine Aktivitäten mit ein.

## Aktivitäten
In der Regel gibt es bis zu zehn gemeinsame Forschungsprojekte, an denen sich mehr als 80 Wissenschaftler beteiligen. Diese Projekte widmen sich besonders relevanten Themen für die Sicherheit und Gesundheit bei der Arbeit, beispielsweise
- Dosis-Wirkungs-Beziehungen für ausgewählte chemische Substanzen
- Belastung von Beschäftigten durch indirekte ultraviolette (UV)- und infrarote (IR)-Strahlung (von Lichtbögen, Flammen und thermischen Strahlern)
- Wohlbefinden bei der Arbeit
- Datenbank zur Exposition gegenüber Nanomaterialien
- Gesundheitliche Folgenabschätzung bei arbeitsbedingten Atemwegserkrankungen.

Die vollständige Liste aktueller und abgeschlossener Projekte findet sich auf der Webpräsenz von PEROSH.
PEROSH forscht auch im Hinblick auf die Normung, insbesondere auf die Bestimmung von arbeitsplatzbezogenen Schutzfaktoren für Schutzausrüstungen.
PEROSH identifiziert neue Trends und aufkommende Risiken in der Arbeitswelt, um seine Forschungsaktivitäten frühzeitig darauf abzustimmen.
Der Expertenaustausch zwischen den Mitgliedsinstituten und eigene Fachveranstaltungen fördert den Wissenstransfer und die Abstimmung untereinander.
PEROSH ist als Partner an der Kampagne „Gesunde Arbeitsplätze – für jedes Alter 2016-17“ der Europäischen Agentur für Sicherheit und Gesundheitsschutz am Arbeitsplatz (EU-OSHA) beteiligt.

## Organisation
Die Arbeit von PEROSH wird vom Lenkungsausschuss und der wissenschaftlichen Steuerungsgruppe strukturiert.
Der Lenkungsausschuss besteht aus den Direktoren der Mitgliedsinstitute und ist verantwortlich für das strategische Management. Es entscheidet über die Aufnahme neuer Mitglieder, ernennt Vorsitzende und deren Vertreter, bestimmt die Zusammensetzung der wissenschaftlichen Steuerungsgruppe und legt das Jahresbudget fest.
Die wissenschaftliche Steuerungsgruppe setzt sich aus den wissenschaftlichen Leitungen der jeweiligen Mitgliedsinstitute zusammen. Sie trifft sich zweimal im Jahr, um die Forschungsprojekte zu koordinieren und neue Forschungsfelder und Kooperationsmöglichkeiten zu erschließen.
Der Manager für internationale Angelegenheiten repräsentiert PEROSH gegenüber den Gremien der Europäischen Union (EU). Er wirbt für den europäischen Arbeitsschutz, verfasst gemeinsame Stellungnahmen zu aktuellen Abfragen der EU, koordiniert Forschungsausschreibungen und plant Konferenzen. Auch der Internetauftritt der Gruppe sowie ein dreimal jährlich erscheinender Newsletter zu aktuellen Themen im Arbeitsschutz fallen in seine Zuständigkeit.

### Ansprechpartner
- Vorsitzende: Paulien Bongers (TNO), Niederlande
- Vize-Vorsitzender: Georg Effenberger (AUVA), Österreich
- Wissenschaftliche Vorsitzende: Mary Trainor (HSL), Vereinigtes Königreich
- Manager für internationale Angelegenheiten: Jan Michiel Meeuwsen

### Kommunikation
In unregelmäßigen Abständen wird der englischsprachige PEROSH Newsletter herausgegeben. Bis September 2017 wurden 17 Ausgaben veröffentlicht, in denen die Projekte vorgestellt und Informationen ausgetauscht werden.